# Arquitectura de Singapur

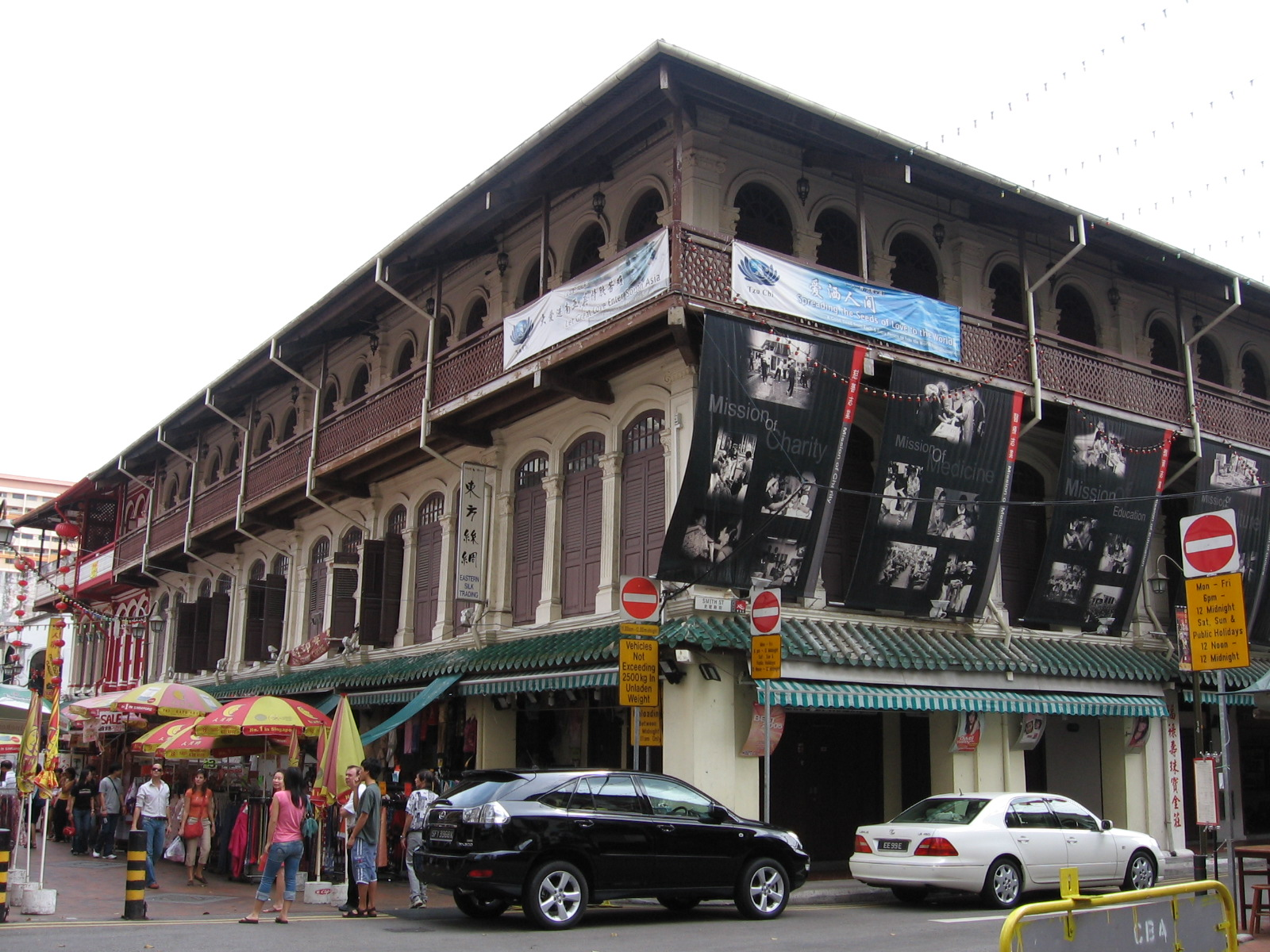
Edificio de la Opera Lai Chun Yuan en Chinatown.

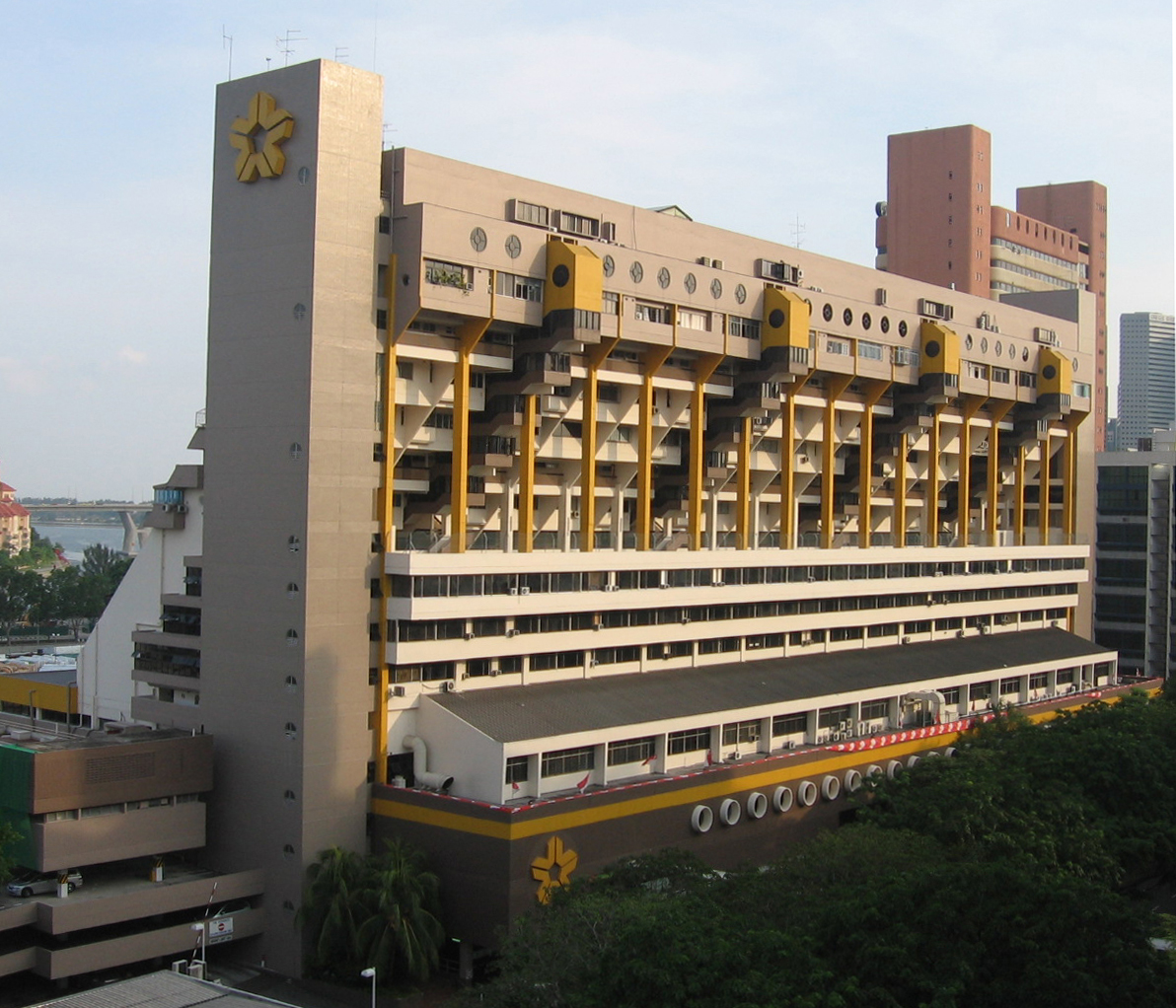
Complejo Golden Mile.

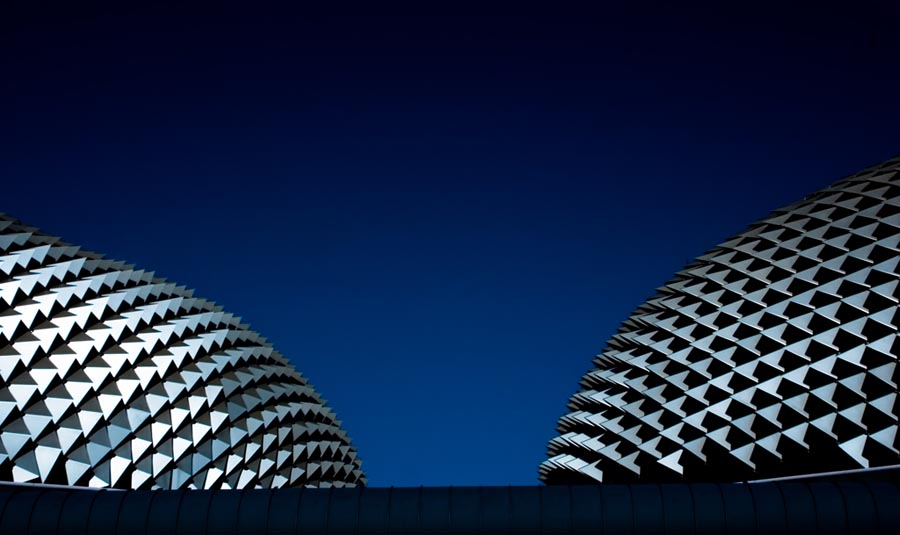
Explanada – Teatros sobre la bahía.

La arquitectura de Singapur presenta un amplio espectro de influencias y estilos de diferentes sitios y periodos. Los mismos abarcan desde estilo eclécticos y formas híbridas del periodo colonial hasta las tendencias de la arquitectura contemporánea incorporando elementos modernos de diversas partes del mundo. Tanto en sus aspectos estéticos como tecnológicos, la arquitectura de Singapur puede ser dividida en un periodo colonial más tradicional anterior a la Segunda Guerra Mundial, y el periodo principalmente moderno posterior a la guerra y posterior al periodo colonial. 
La arquitectura tradicional de Singapur incluye casas malayas vernáculas, negocios locales híbridos y cabañas  black and white bungalows, un espectro de sitios para orar que reflejan la diversidad étnica y religiosa de la ciudad estado como también la arquitectura colonial cívica y comercial en los estilos europeos neoclásico, gótico, palladiano y renacentista. 
La arquitectura moderna en Singapur comienza con el estilo transicional art déco y la llegada del  hormigón armado como material constructivo preferido. El estilo de arquitectura moderno  internacional fue popular entre las décadas de 1950 a 1970, especialmente en los complejos habitacionales de viviendas públicas. El estilo de arquitectura  Brutalista fue popular en la década de 1970. Estos estilos coincidieron con los periodos de gran renovación urbana y auge de construcción en la historia de Singapur, y por lo tanto esos son estilos arquitectónicos muy comunes de observar en la isla. Entre las obras arquitectónicas más significativas de este periodo se encuentran los Pearl Bank Apartments de Tan Cheng Siong, y el People's Park Complex y  Golden Mile Complex de Design Partnership. 
Los experimentos de arquitectura postmoderna, tanto en los modos 'historicista' y deconstructivista hicieron su aparición en la década de 1980, si bien el estilo fue algo apagado en cuanto a su expresión. Otra tendencia arquitectónica fue el redescubrimiento del legado arquitectónico de Singapur, que dio lugar a un activo programa de conservación como también a una industria floreciente de restauración de edificios históricos, a menudo adaptándolo a nuevos usos. Un ejemplo reciente es el  National Museum of Singapore.
Un área importante de innovación local ha sido el intento de desarrollar una forma de arquitectura moderna apropiada para el clima tropical de Singapur. Este tratamiento a la arquitectura se puede rastrear a sus orígenes en las casas malayas vernáculas y a los experimentos de los arquitectos británicos coloniales y los primeros arquitectos nacionalistas para definir una auténtica arquitectura local utilizando métodos constructivos modernos. En la década de 1980 y especialmente a finales de la década de 1990, ello condujo a una proliferación de lo que se podría denominar arquitectura 'tropical moderna', o arquitectura neoclásica. La misma comprende un retorno a las formas limpias y simples rectilíneas modernistas, junto con un énfasis en una parquización exuberante y sistemas de sombra delicados mediante persianas de madera o de metal en vez de las paredes  modernistas  de  vidrio, que absorben y capturan el calor solar. Estos esfuerzos arquitectónicos han tomado nueva relevancia y urgencia a causa de las preocupaciones por el calentamiento global, el cambio climático y la  sustentabilidad medioambiental, especialmente dado que el aire acondicionado in es uno de los mayores consumos eléctricos de Singapur, siendo la electricidad producida principalmente mediante el uso de  combustibles fósiles.